# بازچرخانی گاز اگزوز

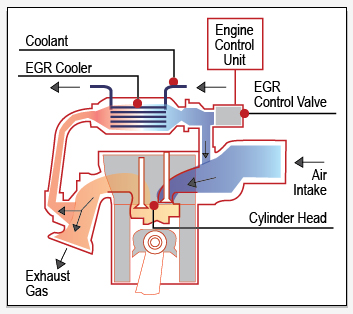
سازوکار چرخش دود خروجی موتور

در موتورهای درون‌سوز، سازوکار چرخش دود خروجی موتور (به انگلیسی: Exhaust gas recirculation) (به‌صورت مخفف EGR) روشی است که طی آن با کاهش دمای موتور، نیتروژن اکسید (NOx) خروجی از اگزوز کاهش می‌یابد. این سامانه در موتورهای بنزینی و دیزل استفاده می‌شود. عملکرد آن به این گونه است که قسمتی از دود خروجی سیلندر را با هوای ورودی مخلوط کرده به سیلندر بازمی گرداند و به اصطلاح موتور را خفه می‌کند تا دما پایین بیاید. امروزه موتورها برای برآورده شدن استانداردهای محیط زیست نیاز به این سامانه دارند.

## مزایای EGR
این سامانه به صورت تئوری می‌تواند عملکرد چند سازوکار را بهبود بخشد. از جمله:
- کاهش تلفات دریچه گاز

با اضافه کردن دود خروجی به هوای ورودی به ازای توان خروجی مشخص، دریچه گاز باید بیشتر باز شود که این تأثیر مستقیم در افزایش فشار در منیفولد ورودی و کاهش تلفات دریچه گاز دارد.
- کاهش اتلاف دما

پایین آوردن دمای احتراق علاوه بر کاهش نیتروژن اکسید، تلفات انرژی حرارتی ناشی از احتراق را نیز کاهش می‌دهد. با کاهش انرژی اتلافی، انرژی مفید افزایش می‌یابد و کار مکانیکی در مرحله انبساط سیلندر را تسهیل می‌بخشد.
- کاهش گرمای ویژه

## روش پیاده سازی EGR
به‌طور معمول دود برگشتی را با لوله کشی به هوای ورودی منتقل می‌کنند. به این روش EGR خارجی یا external EGR گفته می‌شود. در این روش یک شیر کنترل (شیر EGR) زمان‌های باز و بسته شدن را تنظیم می‌کند.
در سامانه‌های مدرن و نو شیرهای کنترل توسط Engine control unit یا ECU تنظیم می‌شود. در صورت خرابی EGR چراغ موتور بر روی داشبورد روشن می‌شود.